# Семья британского жестового языка
Семья́ брита́нского же́стового языка́ (англ. BANZSL, англ. British, Australian and New Zealand Sign Language) — семья жестовых языков, включающая австралийский, британский, северноирландский новозеландский, приморский южно-африканский языки, которые часто рассматриваются как его диалекты. Термин «BANZSL» был создан Тревором Джонсоном (англ. Trevor Johnston) и Адамом Шембри (англ. Adam Schembri).
Все языки, входящие в семью, происходят от языка британских глухих XIX века.
Американский и британский жестовые языки не родственны и взаимонепонятны, хотя около трети жестов у них общие.
У австралийского, британского и новозеландского жестовых языков 82 % слов из списка Сводеша идентичны, а при учёте когнатов процент соответствий возрастает до 98.
Анри Уиттманн считает шведский жестовый язык потомком британского жестового языка, однако имеются также данные, согласно которым шведский жестовый язык является изолятом.

## Состав
- Британский жестовый язык:
  - австралийский жестовый язык (1860, испытал влияние амслена и ирландского жестового языка);
  - новозеландский жестовый язык (1800-е);
  - северноирландский жестовый язык (XIX век, испытал влияние амслена и ирландского жестового языка);
  - южноафриканский жестовый язык (1846—1881);
  - приморский жестовый язык;
  -  ? семья шведского жестового языка (1800):
    - португальский жестовый язык (1823);
    - финский жестовый язык (1850-е, с местными примесями).